# 氯巴占
氯巴占（英语：Clobazam）是一种苯二氮䓬类药物，最初于1966年合成、1968年获得专利、1969年发表。它可以N-苯基-5-氯-2-硝基苯胺和甲氧羰基乙酰氯为原料，经还原、甲基化等步骤，提纯后制得。它在氢氧化钠溶液中可以水解，生成N-(4-氯-2-苯氨基苯基)-N-甲基乙酰胺。
此物在苯二氮䓬类中属特殊，有抗焦虑、抗癫痫作用，但几乎没有镇静安眠作用。原理是此物的有效代谢产物对含有α2的GABA-A受体高于含有α1的。